# Vera Putina
Vera Nikolaevna Putina (ryska: Вера Николаевна Путина), född 6 september 1926 i Oziorsk i Tjeljabinsk oblast i Ryska sovjetiska federativa socialistrepubliken i Sovjetunionen, död 31 maj 2023 i Tbilisi, i Georgien, var en georgisk, ryskfödd kvinna, som 1999 meddelade att hon var mor till Vladimir Putin ("Vova"). Hon menade att hon fött honom 7 oktober 1950 i Ryssland och att de senare bott tillsammans i byn Metekhi i Georgien, när han var mellan tre och nio år gammal. Denna uppgift står i konflikt med Putins officiella biografi, enligt vilken Putin var son till ett par i dåvarande Leningrad. Enligt den officiella historien föddes Vladimir Putin den 7 oktober 1952, när föräldrarna var i 40-årsåldern, ett tiotal år efter parets två tidigare pojkar, vilka båda dött i tidig ålder av svält under den tyska belägringen av Leningrad. Vladimir Putin har lämnat mycket få uppgifter om sina första tio år.
Vera Putina levde nästan hela sitt vuxna liv i byn Metekhi i kommunen Kaspi, omkring 18 kilometer öster om staden Gori. Hon har uppgett att hon under sin studietid blev gravid med skolkamraten Platon Privalov, som visade sig vara gift med en annan kvinna. Vladimir Putin föddes enligt henne 1950, två år tidigare än vad som anges i Putins officiella biografi, och bodde under sina tre första år hos Vera Putinas mor. Vera Putina träffade några år senare i Tasjkent den georgiske soldaten Georgy Osepashvili, som hon gifte sig med. Paret flyttade till Metekhi. Mannen tvingade 1960 Vera Putina att lämna bort sin son till sina föräldrar i Ryssland. Dessa var dock sjukliga och fick in honom på en militär internatskola. Vera Putina har antagit att Putins officiella föräldrar adopterat honom.
Vera Putina såg 1999 för första gången den då nyvalda presidenten Vladimir Putin på television. Hon har berättat att hon efter sitt offentliggörande hade besökts i byn av personer som utövat påtryckningar för att hon skulle tiga. En kvinnlig skollärare, som berättat att hon haft Vladimir Putin som elev, har också informerat om att hon hotats. Ett barn med namnet Vladimir Putin finns också registrerad i Metekhis skola 1959–1960.